# David Fernández Miramontes
David Fernández Miramontes (La Coruña, 20 gennaio 1976) è un ex calciatore spagnolo, di ruolo attaccante.

## Carriera
Il 3 giugno 2005 è stato acquistato dal Dundee Utd.

## Palmarès
- Scottish Challenge Cup: 1

Airdrieonians: 2000-2001
- Coppa di Lega scozzese: 1

Livingston: 2003-2004
- Coppa di Scozia: 1

Celtic: 2004-2005
- Forfarshire Cup: 1

Dundee Utd: 2005-2006